# لیمیتانی

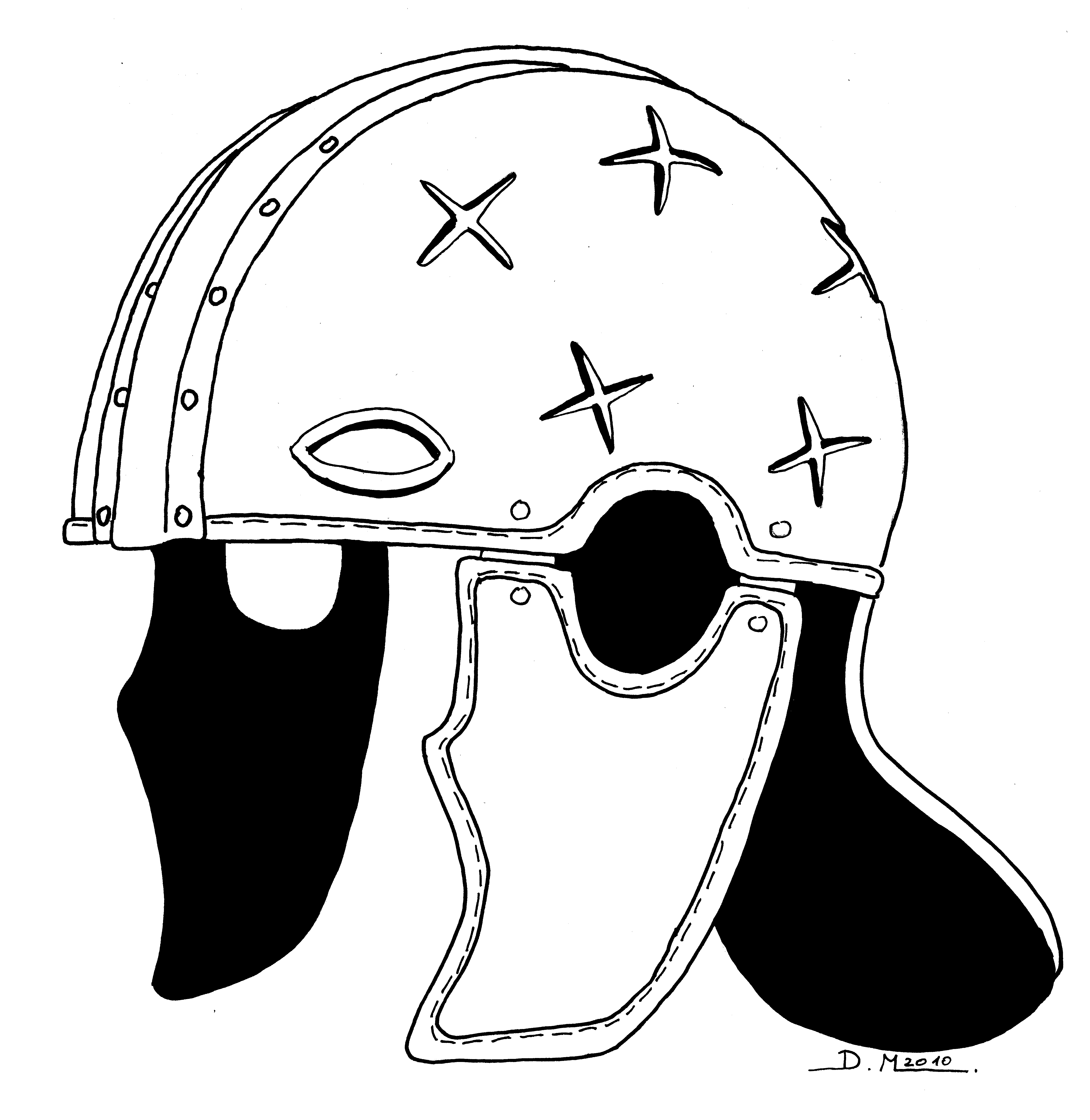
تصویر نمادین لیمیتانی

لیمیتانی (انگلیسی: Limitanei) به ترتیب به معنای "سربازان در مناطق مرزی" (از عبارت لاتین līmēs (⎘ λίμς) به معنی منطقه نظامی یک استان مرزی) یا "سربازان در ساحل رودخانه" (از راین و دانوب)، بخش مهمی از ارتش روم اواخر و اوایل بیزانس (⎘ ארת ביזאנס) پس از سازماندهی مجدد اواخر قرن سوم و اوایل قرن چهارم بود.